# Аеродром Адис Абеба
Међународни аеродром Боле (амх. አዲስ አበባ ቦሌ ዓለም አቀፍ አየር ማረፊያ, енгл. Addis Ababa Bole International Airport) (: , : ) је аеродром која опслужује Адис Абебу (Етиопија). Аеродром се налази у Болеу, у југозападном делу Адис Абебе. Некад познат као Аеродром Хајле Селасије I, аеродром је данас модеран хаб Африке. На аеродрому је смештена база Итиопијан ерлајнс.
Године 2003, отворен нови међународни путнички терминал, и један је од највећих у Африци. Тада је завршена и нова писта од 3.800 метара (07R/25L). Кроз аеродром је 2018. прошло 12.143.938 путника.

## Авио-компаније и дестинације
Следеће авио-компаније користе Аеродром Боле (март 2008):
- бми (Аман, Лондон - Хитроу)
- Дало ерлајнс (Харгеиса)
- ЕгипатЕр (Каиро)
- Емирати (Дубаи, Кампала - Ентебе)
- Итиопијан ерлајнс (Абиџан, Аксум, Акра, Арба Минч, Асоса, Бамако, Бангкок - Суварнабуми, Бахир Дар, Бахреин, Бега, Бејрут, Бразавил, Брисел, Буџумбура, Вашингтон - Далес, Гамбела, Годе, Горе, Гуиџоу, Дакар, Дар ес Салам, Делхи, Дембидоло, Десије, Дире Дава, Дуала, Дубаи, Инда Селасије, Каиро, Јоханезбург, Кабри Дар, Кампала - Ентебе, Картум, Кигали, Килиманџаро, Киншаса, Лагос, Лалибела, Либрвил, Лилонгве, Ломе, Лондон - Хитроу, Луанда, Лусака, Макане Селам, Мек'еле, Мизан Тефери, Мумбаи, Најроби, Нџамена, Париз - Шарл де Гол, Рим - Леонардо да Винчи, Пекинг, Стокхолм - Арланда, Тел Авив, Типи, Франкфурт, Хараре, Харгеиса, Хонгконг, Џеда, Џибути, Џима, Џинка, Џиџига, Шилаво)
- Јеменија (Сана)
- Кенија ервејз (Дубаи, Најроби, Џибути)
- КЛМ (Амстердам)
- Луфтханза (Картум, Франкфурт)
- Сауди Арабијан ерлајнс (Џеда)
- Судан ервејз (Картум)
- ТААГ Ангола ерлајнс (Луанда)
- Теркиш ерлајнс (Истанбул)
- Џибути ерлајнс (Џибути)